# Алондра (телесериал, 1995)
Алондра (исп. Alondra) — мексиканская 157-серийная мелодрама с элементами драмы 1995 года производства Televisa. Трёхкратный лауреат премий ACE и TVyNovelas

## Сюжет
История начинается с изображения одного журнала, которое указывает, что Алондра родилась в деревне Сан-Мигель. Её мать Вероника умирает очень рано, когда Алондре было всего 5 лет, перед этим просит прощения у своей дочери. Лоретта убеждает Ригоберто отправить Алондру и Марию Элису в религиозный интернат, однако Алондра сбежала оттуда и одна возвратилась домой.

## Создатели телесериала

### В ролях
- Юлиана Пениче — Alondra (niña)
- Diana Bracho — Alondra (Voz)
- Ана Кольчеро — Alondra Díaz Real de Támez
- Эрнесто Лагуардия — Carlos Támez
- Gonzalo Vega — Bruno Leblanc
- Эрик дель Кастильо — Baldomero Díaz
- Беатрис Шеридан — Loreta Díaz Viuda de Escobar
- Марга Лопес — Leticia Del Bosque
- Вероника Мерчант — María Elisa Escobar Díaz
- Хуан Мануэль Берналь — Rigoberto Escobar Díaz
- Фернандо Колунга — Raúl Gutiérrez
- Olivia Bucio — Carmelina Hernández de Díaz
- Jorge Martínez de Hoyos — Alfredito
- Beatriz Aguirre — Rosita
- Кэти Барбери — Rebecca Montes de Oca
- Héctor Gómez — Padre Gervacio
- Ампарито Аросамена — Matilde «Maty» Ruiz
- Emoé de la Parra — Cristina Leblanc
- Gustavo Ganem — Ramiro
- Silvia Mariscal — Mercedes
- Франсиско Гатторно
- Артуро Пениче
- Joel Núñez — Germán
- Асела Робинсон
- Мануэль Охеда
- Бланка Торрес — Barbarita
- Queta Carrasco — Rosario
- Аарон Эрнан
- Эухенио Кобо
- Дина де Марко — Trini Gómez
- Эрнесто Годой — Roberto Hurtado
- Queta Lavat — Concepción Hurtado
- Justo Martínez González — Jorge
- Aurora Molina — Rita
- Моника Санчес — Enriqueta
- Гильермо Муррай — Lic. Pelegrín
- Bertín Osborne — Capitán Andrés Kloszt
- Анхелина Пелаэс — Librada
- Тина Ромеро — Cecilia
- Анаи — Margarita Leblanc
- Mauricio Achar — Jesús Leblanc
- Omar Gutiérrez — Javier
- Irene Arcila — Jovita
- Nerina Ferrer — Gloria
- Sergio Klainer — Gonzalo
- Alejandro Villeli — Jacinto de la Torre
- Roxana Ramos — Tita
- Gabriela Murray — Teta
- Catalina López — Tota
- Луис Кутюрье — Notario de Leticia
- Marina Marín
- Bertha Moss — Sofía
- Жаклин Андере — Verónica Real de Díaz
- Consuelo Duval — Blanca
- Valentina García — María Elisa Escobar Díaz (niña)
- Isaac Edid — Rigoberto Escobar Díaz (niño)
- Esteban Soberanes — Germán
- Артуро Лорка — Pancho
- Luis Robles — Celestino
- Eduardo López Rojas
- Лоренсо де Родас
- Луис Химено
- Марикармен Вела
- Roberto D'Amico
- Zoila Quiñones
- Martha Elena Cervantes
- Juan Felipe Preciado
- Gloria Jordán
- Miguel Córcega
- Guillermo Aguilar — Luis
- Хулио Монтерде — Doctor
- Arturo Paulet — Octavio
- Луис Баярдо — Padre
- Тео Тапия — Lic. Ortigoza
- Lourdes Deschamps — Celia
- Хеновева Перес — Petra
- José Antonio Barón — Mario
- Maritza Aldana — María
- Alfredo Alfonso — Leopoldo
- Dulcina Carballo — Rufina
- Gustavo del Castillo — Pedro
- Rafael de Quevedo — Ordóñez
- José Antonio Ferral — Tejón
- Артуро Гисар — Joaquín
- Lucía Irurita — Eduviges
- Rodolfo Lago — Francisco
- Willebaldo López — Martínez
- Juan Antonio Llanes — Tolemán
- Carlos Osiris — Mireles
- Benjamín Pineda — José
- Soledad Ruiz — Genoveva
- Rodolfo Vélez — Pablo
- Víctor Zeuz — Daniel
- Jorge Alberto Bolaños — Miguel
- Себастьян Гарса — Rolando
- Alberto Larrazabal — Ramón Hanhausen
- Alberto Loztin — Alberto
- Martín Rojas — Marcos
- Fabiola Stevenson — Lucía
- Дульсе Мария — Niña en la iglesia

### Административная группа
- оригинальный текст — Yolanda Vargas Dulché
- либретто и телевизионная версия — Martha Carrillo, Roberto Hernández Vázquez
- Escenografía — Ricardo Navarrete
- Ambientación — Max Arroyo, Patricia de Vincenzo
- Diseño de vestuario — Lorena Pérez, Silvia Terán
- Diseño de imagen — Mike Salas, Francisco Iglesias
- Director de arte — Juan José Urbini
- музыкальная тема заставки — Alondra
- композитор — José Pablo Gamba
- Arreglos y producción — Jorge Avendaño
- Musicalización — Jesús Blanco
- Edición — Antonio Trejo, Juan José Franco
- начальник производства — Guillermo Gutiérrez
- координатор производства — Diana Aranda
- ассоциированный продюсер — Arturo Lorca
- Directora de cámaras en locación — Isabel Basurto
- ассистент режиссёра — Mónica Miguel
- оператор-постановщик — Alejandro Frutos Maza
- режиссёр-постановщик — Miguel Córcega
- исполнительный продюсер — Carla Estrada

## Награды и премии
Итак, по результатам первой премии (ACE) распределение было таково:
- лучшим актёром признан Гонсало Вега.
- лучшими режиссёрами признаны Мигель Корсега и Моника Мигель.
- Карла Эстрада получила премию за лучший телесериал.

По результатам второй премии (TVyNovelas) распределение было таково:
- лучшей актрисой поддержки признана Вероника Мерчант.
- Иоланда Варгас Дульче получила премию за лучший рассказ.
- Сильвия Теран и Лорена Перес получили премию за лучшие костюмы для съёмок.